# GNU 나노
나노(nano)는 유닉스 계열 컴퓨팅 시스템이나 명령 줄 인터페이스를 사용하는 운영 환경을 위한 문서 편집기이다. 파인 전자메일 클라이언트의 일부인 피코 문서 편집기를 가상으로 구현하며 부가 기능도 제공한다. 피코와는 달리 나노는 GNU 일반 공중 사용 허가서(GPL) 라이선스로 배포된다. 1999년 크리스 알레그레타가 자유 소프트웨어로 출시한 나노는 오늘날 GNU 프로젝트의 일부로 되어 있다.

## 역사
나노는 1999년에 TIP(This isn't Pico, "이것은 피코가 아니다"라는 뜻)라는 이름으로 크리스 알레그레타가 처음 만든 것이다. 본래 그는 자유 소프트웨어 사용권으로 배포되지 않는 피코에 대한 자유 소프트웨어 대체물로 만드는 것이 목적이었다. 이 이름은 2000년 1월 10일에 나노(nano)로 변경되었는데, 이는 유닉스 유틸리티 tip과의 이름 혼동을 피하기 위해서였다. 이 이름은 피코보다 1,000배 크다는 의미에서 SI 접두어 나노에서 비롯되었다. 2001년 2월에 나노는 GNU 프로젝트의 일부가 되었다. 나노는 색 문자, 정규 표현식 검색 및 치환, 부드러운 스크롤링, 다중 버퍼, 재결합 가능한 키 지원, (실험적) 실행 취소 및 편집 변경 다시 시도와 같은, 피코에게 부족한 일부 기능들을 갖추고 있다.
2003년 8월 11일 크리스 알레그레타는 공식적으로 나노의 소스 코드 유지권을 데이비드 로렌스 램지(David Lawrence Ramsey)에게 넘겼다.
2007년 12월 30일 램지는 나노 유지권을 내려놓았다.

## 기본 프로그램
리눅스 터미널 환경인 콘솔에서 직관적인 사용자 인터페이스를 제공하는 emacs처럼 나노(nano)는 vi와 함께 리눅스 배포판에서 기본 프로그램으로 사용하고있다.

## 사용 예
| |
| (예시) 메뉴바의 파일읽기(Read File) 펑션(function)으로 디렉토리 화면(To Files)에서 나노(nano) 소스(source) 디렉토리로 진입한후 나노 소스파일 nano.c를 읽어들이고 있다. |

파일읽기(Read File) 함수(function)의 단축키는 ctrl+R이며 디렉토리 화면 진입 단축키는 ctrl+T이다.

## 깃
리눅스 계열의 배포판에서는 기본 터미널의 깃(git)의 git commit의 기본 편집기로 GNU 나노(nano)가 사용된다.
저장하기(ctrl+o 그리고 enter키)와 ctrl+x(종료단축키)로 커밋(commit)을 수행 및 완료할 수 있다.

## 같이 보기
- 피코
- xterm

## 주해
1. ↑  GPL-3.0-or-later: Since 2.0.7.
2. ↑  GPL-2.0-or-later: From 1.0.6 and 1.1.3 to 2.0.6.
3. ↑  GPL-1.0-or-later: TIP 0.5.0 to Nano 1.0.5 and Nano 1.1.2.